# 오귀스트 레오폴드 프로테
오귀스트 레오폴드 프로테(Auguste Léopold Protet, 1808년 ~ 1862년)는 프랑스 해군 제독이었다. 그는 다카르를 설립했고, 제2차 아편 전쟁에서 싸웠으며 1862년 5월 17일 오후 상하이 봉현에서 태평천국군과 교전 중에 사망했다.

## 생애
그는 프랑스 상세르방(Saint-Servan)에서 태어났다. 16세에는 앙굴렘(Angoulême) 해군학교에 입학했다. 38세 때 그는 해군에서 선장의 임무를 받았다. 이때 영국과 프랑스 정부는 아프리카 연안의 노예무역을 종식시키려 힘을 합쳤으며, 프로테는 그 임무에 고용되었다. 그는 아프리카 연안에서 3년간 순항한 후 세네갈 총독으로 임명되어, 1850년에서 1855년까지 머물렀다. 그는 청나라와의 전쟁에도 복무했으며, 부제독으로 승진했다. 그 후 상하이에 대한 공격으로 위협하는 태평천국 원정대에 합류했으나 남교(南橋)에서 교전 중에 사망했다. 프랑스군은 인근 중국 마을에서 3,000명의 남성, 여성, 아이들을 학살하여 복수를 했다.
프랑스의 통보함 (코르벳) ‘프로테’(Protet) (F742)는 그의 이름을 땄고, 1980년대까지 활약했었다.

## 같이 보기
- 상해 전투 (1861년)